# Robert Olmstead

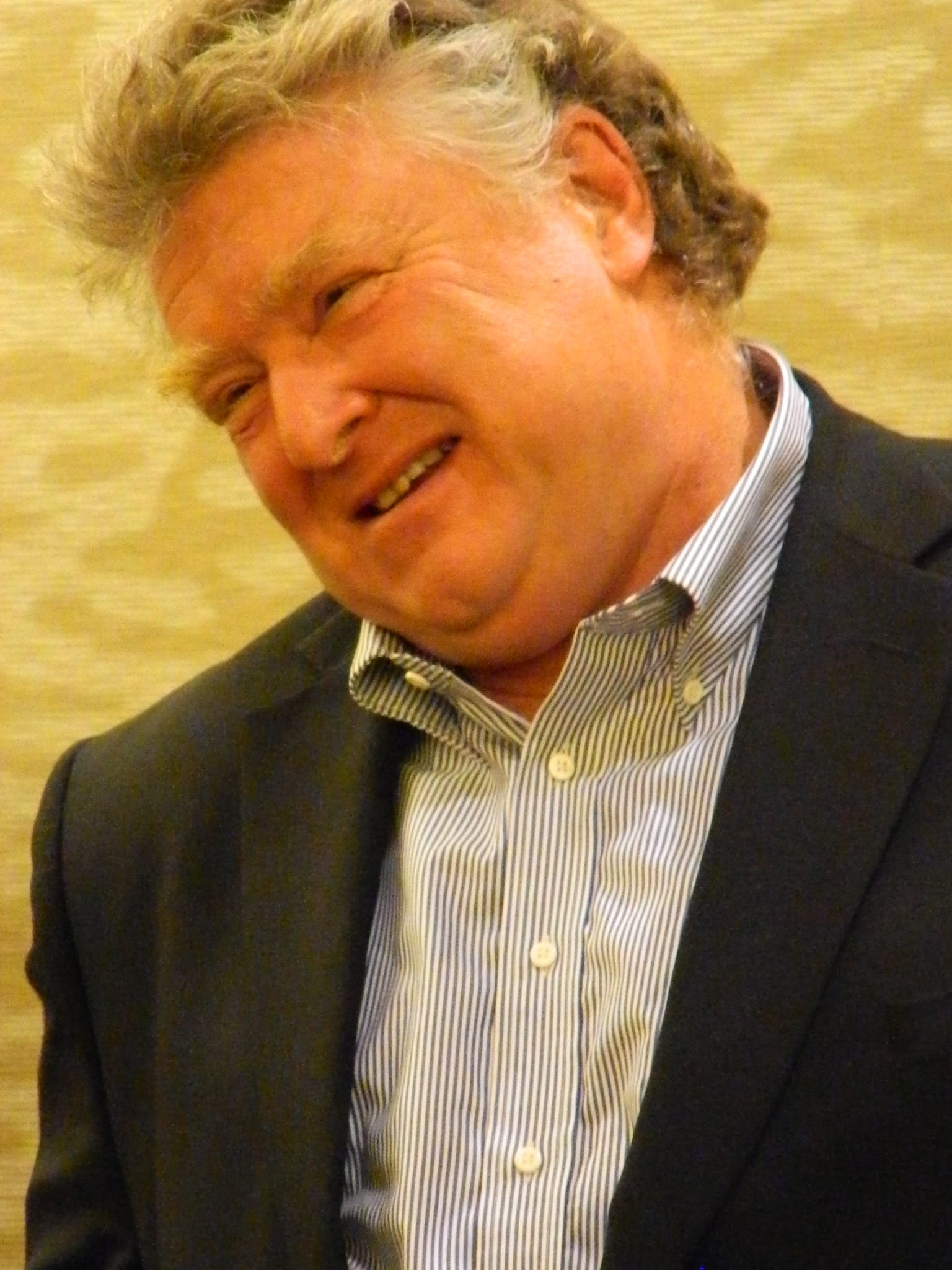
Robert Olmstead

Robert M. Olmstead (* 3. Januar 1954 in Westmoreland, New Hampshire) ist ein amerikanischer Schriftsteller. Zu seinem Werk gehören Romane, eine Sammlung von Kurzgeschichten und seine Memoiren.

## Leben
Olmstead studierte an der Syracuse University. Der Guggenheim-Stipendiat war als Dozent am Dickinson College und an der Boise State University tätig. Derzeit ist er Dozent und Leiter der Abteilung für Kreatives Schreiben an der Ohio Wesleyan University.
Bekannt wurde Olmstead vor allem durch seinen Bürgerkriegsroman Der Glanzrappe (2007).

## Werke

### Romane
- Soft Water (1988), deutscher Titel: Jagdsaison. Rowohlt, Reinbek bei Hamburg 1992, ISBN 3-498-05014-1. Deutsche Übersetzung von Klaus Modick.
- A Trail of Heart’s Blood Wherever We Go (1990), deutscher Titel: Spuren von Herzblut, wohin wir auch gehen. Rowohlt, Reinbek bei Hamburg 1991, ISBN 3-498-05017-6. Deutsche Übersetzung: Deutsche Übersetzung von Jürgen Bauer, Fee Engelmann und Edith Nerke.
- America by Land (1993), deutscher Titel: Amerika landeinwärts. Rowohlt, Reinbek bei Hamburg 1994, ISBN 3-498-05018-4. Deutsche Übersetzung von Jürgen Bauer und Edith Nerke.
- Stay Here with Me (1996), deutscher Titel: Geh nicht fort. Rowohlt, Reinbek bei Hamburg 1997, ISBN 3-498-05023-0. Deutsche Übersetzung von Jürgen Bauer und Edith Nerke.
- Coal Black Horse (2007), deutscher Titel: Der Glanzrappe. Eichborn, Frankfurt 2008, Reihe Die Andere Bibliothek, ISBN 978-3-8218-4592-0. Deutsche Übersetzung von Jürgen Bauer und Edith Nerke.
- Far bright Star: A Novel. Algonquin Books, Chapel Hill, 2009, ISBN 978-1-56512592-6.
- The Coldest Night. Algonquin Books, Chapel Hill, 2012, ISBN 978-1-61620043-5.
- Savage Country. Algonquin Books, Chapel Hill, 2017, ISBN 978-1-61620412-9.

### Weitere literarische Arbeiten
- River Dogs (1987) Stories.

### Sachbücher
- Elements of the Writing Craft (1998).